# Галантная Индия
Гала́нтная Индия, также Галантные Индии (фр. Les Indes galantes) — опера-балет французского композитора эпохи барокко Жана-Филиппа Рамо, написанная на текст либретто французского драматурга, современника Рамо, Луи Фюзелье (Louis Fuzelier). Опера-балет состоит из Пролога и четырёх антре (выходов или картин).
«Галантная Индия» (1735) — первая из шести больших опер-балетов Рамо и наиболее известное сценическое произведение своего времени. Премьера Первой редакции оперы состоялась 23 августа 1735 года в Париже, в Королевской академии музыки.

## История создания
|  |
|  |

Когда Рамо приступил к работе над «Галантной Индией», жанр «опера-балет» существовал на французской сцене уже почти сорок лет и представлял собой вокально-хореографический дивертисмент (от французского фр. divertissement, буквально — увеселение, развлечение), состоящий из нескольких разнородных сцен с различным сюжетом, которые, тем не менее, были объединены общим замыслом. Как правило, драматургический элемент в опере присутствовал минимально и был локализован в небольших ансамблях, речитативах и ариях.
Выбор композитором модной оксидентальной темы для своей первой оперы-балета нельзя назвать случайным. Экзотическая фантазия, сценически оформленная как можно более изысканно и ослепительно, идеально соответствовала духу эпохи рококо.
В основу либретто «Галантной Индии» положены вымышленные любовные истории, события которых разворачиваются в далёких заморских землях. География сюжета весьма экзотична — в каждом действии зритель переносится в новую часть света: в Первом выходе «Великодушный турок» — в Турцию, во Втором выходе «Перуанские Инки» — в Перу и в Третьем выходе «Персидский праздник цветов» (или «Цветы») — в Персию. Четвёртый выход «Дикари» был добавлен композитором только в 1736 году. Эта картина переносит зрителя к индейцам Северной Америки.
Подлинный герой оперы-балета — «естественный человек» в духе Ж.-Ж. Руссо или Клода Гельвеция. Турки, персы, перуанские инки и американские дикари на деле оказываются более добродетельными и более утонченными, чем светски-циничные, жадные и подчас довольно жестокие европейцы. В этом посыл оперы Рамо и Фюзелье вполне сходится со знаменитым утверждением Дидро: «Я готов идти на пари, что их варварство менее порочно, чем наша городская цивилизация». «Дикари» как бы подают Европе пример благородства чувств, бесстрашия и великодушия — тех качеств, которые и определяют «галантность» в поведении человека.
«Галантная Индия» далеко не сразу приобрела своё окончательное название: первоначальное, «Галантные победы», можно увидеть на партитуре, хранящейся в архиве Парижской Оперы. Позднее, Рамо переименовал «Галантные победы» в более подходящие для данного случая «Индии». В то время словом «Индии» (именно так, во множественном числе) было принято называть любые далёкие заморские земли и экзотические неведомые страны, казавшиеся европейцам неисчерпаемыми источниками богатств и наслаждений.
Жанр и стиль этой партитуры в значительной степени определил пути развития французского балетного театра. По словам Дебюсси, в творениях Рамо родилась традиция, сотканная «из чарующей хрупкой нежности, ясности выражения чувств, точности и собранности формы — качеств, присущих французскому духу». Ориентализм «Галантной Индии» с лёгкой руки Рамо становится одним из характерных стилистических отличий французской балетной музыки. В XIX веке яркие образцы «ориентального балета» создают Ф. Бургмюллер («Пери»), Ж. Оффенбах («Бабочка») и Э. Лало («Намуна»). В XX веке «ориентальные балеты» и оперы пишут П. Дюка («Пери»), А.Руссель («Падмавати») и К. Дебюсси («Камма»).

## Премьерные спектакли

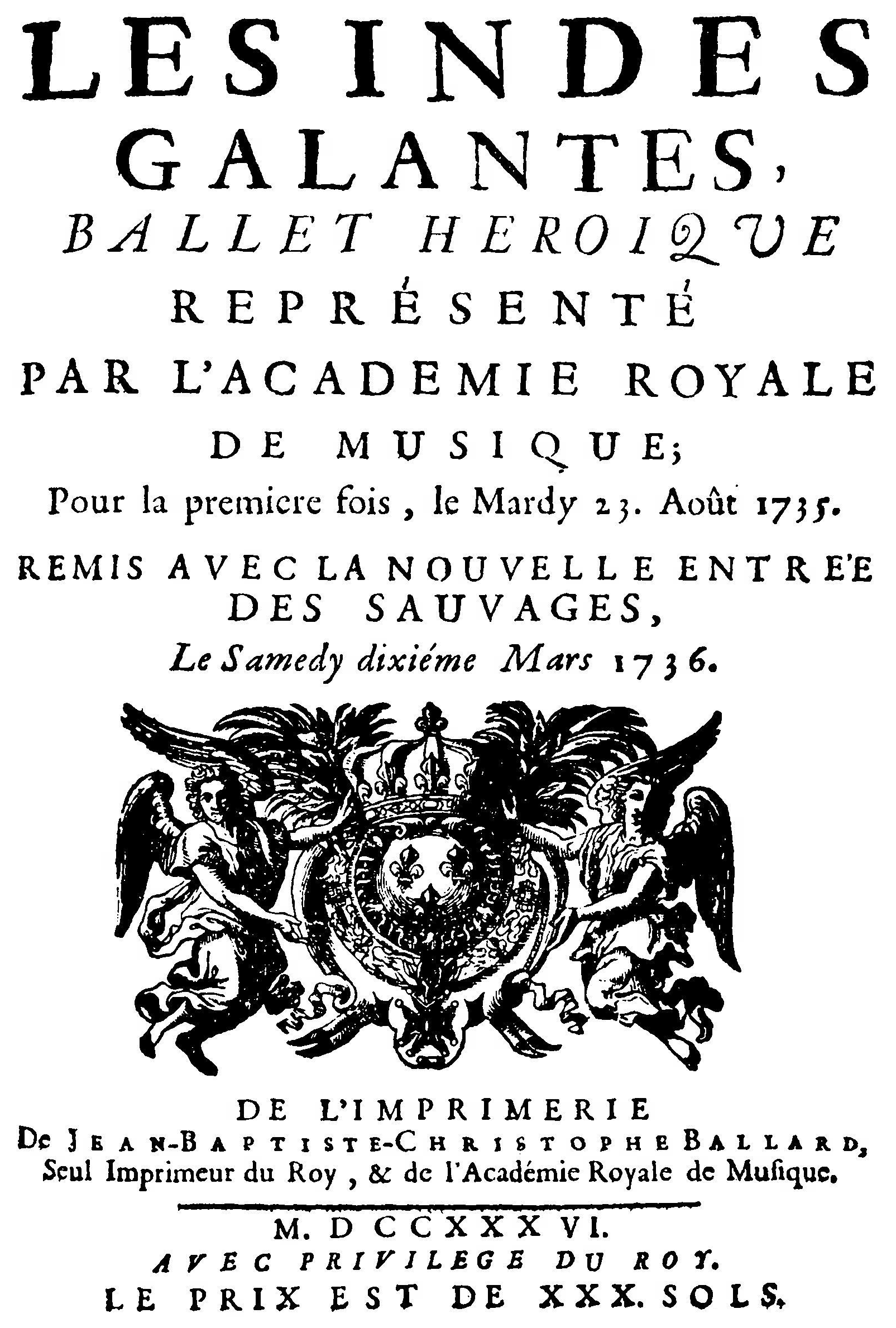
Титульный лист оперы-балета Ж.-Ф. Рамо «Галантная Индия», 1735 г.

Премьера Первой редакции «Галантных Индий» — в двух выходах с Прологом — состоялась в Париже, в Королевской Академии Музыки 23 августа 1735 года. Спустя всего пять дней, 28 августа, Рамо включил в оперу третий выход . Первые представления прошли без явного успеха. «Недочёты» в сюжете приводили зрителей в недоумение и замешательство. В свою очередь критики обвиняли автора либретто, Луи Фюзелье, в отсутствии сложной интриги и незатейливом развитии сюжета. Рамо, в отличие от Фюзелье, упрекали в чрезвычайной трудности его музыки и, как следствие, в сложности её для восприятия. Однако, несмотря на этот смешанный прием, на публику произвели большое впечатление декорации Джованни Сервандони (Giovanni Niccolò Servandoni). Роскошные костюмы, необыкновенные пейзажи и невиданные механические приспособления в значительной степени «спасли» первую постановку «Галантных Индий». По отзыву одного из современников, это было «самое великолепное зрелище, которое когда-либо появлялось на театральной сцене…».
10 марта 1736 года состоялась премьера спектакля в Третьей редакции: был добавлен Четвёртый выход «Дикари», сразу тепло принятый зрителями. Для этого выхода Рамо заимствовал музыку из ранее написанного и весьма популярного своего сочинения — одноимённого рондо («Les Sauvages») из клавесинной сюиты g-moll (1726-27 гг.). В 1725 году «Театр Итальянской комедии» предложил композитору любопытный заказ — хара́ктерный танец для выступления «настоящих дикарей», двух туземцев, привезённых из Луизианы, в «Галантных Индиях» он появился в своей третьей редакции..
Со временем отношение публики к опере-балету кардинально изменилось. В дошедших до нас записках Луи де Каюзака (Louis de Cahusac), либреттиста большинства опер Ж.-Ф. Рамо, прямо говорится о том, что поначалу  "…"Галантная Индия" казалась неодолимо сложной; бо́льшая часть публики покидала театр с возгласами протеста, неприятием музыки перегруженной шестнадцатыми, среди которых слуху было не на что опереться… Спустя шесть месяцев все арии от увертюры до последнего гавота напевали и знали все…" .
Российская премьера оперы состоялась в 2001 г. в Московском музыкальном театре "Амадей" в постановке режиссера Н. Крыгина.

## Первые исполнители
Состав и блеск актёрской труппы играл для зрителей важнейшую роль, более важную, иной раз, чем сам спектакль и был, в своём роде, гарантом успеха исполняемого сочинения.
Поскольку в опере-балете значимую и важную функцию — зрелищную и развлекательную — выполняла хореографическая часть, Рамо педантично следовал указаниям и пожеланиям своего либреттиста. С самых первых тактов Пролога, он чередует и противопоставляет два типа мелодий, соответствующих в балете парной сценической игре. Как, например, в одной из сцен Пролога: тема влюблённых юношей, следующих за Беллоной, призвавшей всех под свои знамёна, переплетается и чередуется с темой девушек, пытающихся удержать и вернуть своих возлюбленных.
Танцевальная группа состояла из артистов разных возрастов, как правило от тринадцати до восемнадцати лет. Появление, участие в сцене танцовщиков того или иного возраста зависело от драматургического решения сюжета.
В первых постановках «Галантной Индии», о которых стало известно из дошедших до нас источников, были заняты прославленные, широко известные за пределами Франции популярные артисты, любимцы публики:
- Пьер де Желиотт (Pierre de Jélyotte) — недавний дебютант[комм. 7], он стремительно взлетел на вершину певческого Олимпа, став в одночасье кумиром публики и одним из самых известных певцов столетия. В опере-балете «Галантная Индия» П. Желиотт был занят сразу в трёх партиях — Вале́ра («Великодушный Турок»), Дона Карлоса («Перу») и Дамо́на («Дикари»).
- М-ль Мари Пелисье (фр. Marie Pélissier) — выдающаяся певица и одновременно восторженная поклонница, горячо преданная музыке Ж.-Ф. Рамо, которая прославилась своей неповторимой интерпретацией[комм. 8] партий Зимы («Дикари») и Эмили («Великодушный Турок»);
- Месье Жан Дён (фр. Jean Dun "fils") — был неподражаем в ролях Османа-паши («Великодушный Турок») и Дона Альвара («Дикари»)[13].
- М-ль Мари Салле (Marie Sallé) — выдающаяся танцовщица, по праву получившая прозвище Терпсихоры Франции[комм. 9]. Каждый раз зрители, затаив дыхание, ожидали появление своей любимицы[5]. В Третьем выходе «Галантной Индии» («Персидском празднике цветов») номер м-ль Салле встречали и провожали овациями. Это был один из самых эффектных номеров в опере, завоевавший признание и любовь публики. Мари Салле приобрела известность своим новаторским подходом в отношении к исполнению танца — как к «танцевальному действию» (англ. ’’action dancing’’), в котором сюжет и содержательная сторона играли не меньшую роль, чем красота и изящество движений. Так же Мари Салле активно способствовала распространению и более широкому введению в театральное действие балета пантомимы (как драматической, выражавшей аффекты и желания, так и эксцентрической, оживлявшей мизансцену).
- Луи Дюпре (Louis Dupré) — выдающийся танцор, хореограф и педагог своего времени[5][14].

## Действующие лица
| Партия                                    | Голос                                      | Исполнители на премьере 23 августа 1735 г. (Дирижёр: Шерон (фр. Chéron)       |
| Пролог                                    | Пролог                                     | Пролог                                                                        |
| ----------------------------------------- | ------------------------------------------ | ----------------------------------------------------------------------------- |
| Геба                                      | сопрано                                    | М-ль Эреманс (фр. Mlle Eremans)                                               |
| Амур                                      | сопрано травести                           | М-ль Петипа (фр. Mlle Petitpas)                                               |
| Беллона                                   | баритон травести                           | Кюинье (фр. Cuignier)                                                         |
| Первый выход «Великодушный Турок»         |                                            |                                                                               |
| Эмилия                                    | сопрано                                    | Мари Пелисье (фр. Marie Pélissier)                                            |
| Вале́р                                     | от-контр (высокий тенор, фр. haute-contre) | Пьер де Желиотт (Pierre de Jélyotte)                                          |
| Осман                                     | баритон                                    | Жан Дён (фр. Jean Dun "fils")                                                 |
| Второй выход «Перуанские инки»            |                                            |                                                                               |
| Фани                                      | сопрано                                    | Мари Антье (фр. Marie Antier)                                                 |
| Дон Карлос                                | от-контр                                   | Пьер де Желиотт                                                               |
| Уаскар                                    | баритон                                    | Клод-Луи-Доминик Шассе де Шине (фр. Claude-Louis-Dominique Chassé de Chinais) |
| Третий выход «Персидский праздник цветов» |                                            |                                                                               |
| Фатима                                    | сопрано                                    | М-ль Петипа                                                                   |
| Заира                                     | сопрано                                    | М-ль Эреманс                                                                  |
| Такмас                                    | от-контр                                   | Дени-Франсуа Трибу (фр. Denis-François Tribou)                                |
| Али                                       | баритон                                    | Персон (фр. Person)                                                           |
| Четвёртый выход «Дикари»                  |                                            |                                                                               |
| Зима                                      | сопрано                                    | Мари Пелисье                                                                  |
| Адарио                                    | тенор — фр. taille (Baritenor)             | Луи-Антуан Кювилье (фр. Louis-Antoine Cuvillier)                              |
| Дамон                                     | от-контр                                   | Пьер де Желиотт                                                               |
| Дон Альвар                                | баритон                                    | Жан Дён                                                                       |

## Содержание
Дано в соответствии с третьей редакцией оперы (1736).
Пролог. Дворец и сад Гебы.

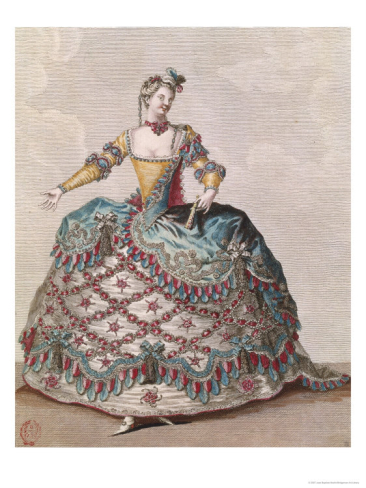
Жан-Баттист Мартен (Jean-Baptiste Martin)(1659—1735). Индианка — эскиз костюма для премьеры оперы-балета Ж.-Ф. Рамо Галантная Индия, 1735 г.

Геба, богиня молодости и красоты, приглашает влюблённых на праздник в свои рощи, но среди танцев внезапно слышатся барабанная дробь и звуки труб: появляется Беллона — богиня войны. Она призывает всех под свои знамёна, обещая будущим воинам славу и почёт. Молодёжь, поддавшись обещаниям Беллоны, забывает об удовольствиях и любви и переходит на её сторону. Удрученная Геба просит о помощи Амура, который со своей свитой спускается с облаков. Бог любви ободряет Гебу: пусть в Европе все заняты войной, он направит своих слуг во все концы света — в самые отдалённые страны «Индий», чтобы совместно с ней одержать там новые победы.
Акт I. Великодушный турок. Сады на берегу моря.
Молодая француженка Эмилия томится в плену Османа-паши. Он страстно влюблён в неё и уговаривает принять его любовь. Девушка отвергает его предложение, объясняя причину отказа: похищенная корсарами прямо с праздника в честь помолвки, она приняла решение до конца оставаться верной своему избраннику Вале́ру, пусть даже он, как она уверена, погиб. Осман пытается убедить её, что жизнь не закончена, и она может полюбить вновь, но опечаленный твердым отказом, уходит.
Поднявшаяся на море буря выбрасывает на берег корабль, из которого высаживаются потерпевшие крушение моряки. Они не радуются своему спасению — избегнув гибели в море, они попали во власть Османа. Эмилия, надеясь встретить земляка, подходит к одному из спасшихся и узнаёт в нём Вале́ра, который восклицает, что искал её по всему миру и наконец нашёл. Однако радость любовников скоротечна, Эмилия рассказывает о своем положении и не скрывает, что Осман в неё влюблен. Пара впадает в отчаяние. Появляется Осман, он слышал их разговор. Любовники ожидают для себя худшего, однако турок возвращает им свободу: он и сам когда-то был в плену и узнал в Валере своего бывшего господина, отпустившего его на волю. В ответ на благодарность Осман призывает пару не слишком восхищаться его решением: оно стоило ему большой внутренней борьбы. Турок удаляется оставив Эмилию и Валера, которым дарит на прощание корабль, гружёный богатыми подарками. Влюбленные возносят хвалы великодушию Османа. Заключительный дивертисмент.
Акт II. Перуанские инки. Пустыня в Перу; на заднем плане вулкан со скалистыми склонами
Принцесса Фани из царского рода инков любит испанского конкистадора Карлоса, который на тайном свидании уговоривает её покинуть своё племя и бежать вместе с ним. Фани колеблется, не в силах порвать с обычаями и традициями предков. Появляется Уаскар, верховный жрец Солнца, тайно влюблённый в принцессу, и сообщает, что бог приказал ему выбрать ей мужа. Девушке ясен замысел Уаскара, и она противится ему. Начинается Праздник Солнца. (Дивертисмент). Жрец и народ восхваляют благодать великого светила и скорбят о разрушенных испанцами храмах: в почти завоеванной стране у Солнца не осталось иных алтарей, кроме сердец самих инков. Во время празднества слышится нарастающий подземный гул: начинается извержение вулкана. Толпа в ужасе рассеивается. Фани тоже хочет бежать, но ослеплённый ревностью Уаскар задерживает её, внушая, что грозным знамением небо грозит лично ей и требует, чтобы она полностью предалась на его волю. Появляется Карлос и другие испанцы с мечами в руках; он разоблачает Уаскара и объясняет Фани истинную причину землетрясения: по приказу жреца в кратер вулкана сбросили кусок скалы. Карлос и Фани клянутся друг другу в вечной любви и покидают опасные склоны; в финальной сцене падающие сверху скалы погребают отчаявшегося Уаскара под собой.
Акт III. Персидский праздник цветов. Сады при дворце Али.
Персидский принц Такмас, переодетый торговкой, проник в сераль своего друга Али, в котором томится прекрасная рабыня Заира. Такмас влюблён в неё и хочет выведать её истинные чувства. Из подслушанного монолога Заиры Такмас узнаёт, что она открыта для любви. Мнимая торговка предлагает себя в качестве поверенной. Появляется наложница Такмаса Фатима: она тайно влюблена в Али и, узнав о Заире, оделась прислужником и проникла в сераль, снедаемая ревностью и готовая на все. Такмас, увидев её, принимает её за соперника и обнажает кинжал. При этом вуаль «торговки» на мгновение открывает лицо: Фатима узнаёт господина и бросается к его ногам. Появившийся Али просит о пощаде для себя и своей возлюбленной; Заира присоединяется к просьбам, и Такмас не в силах отказать ей и другу. После того, как Заира признаётся в своей любви к принцу и открывает, что она и сама высокого рождения, Такмас предлагает ей руку и сердце. Недоразумения разрешены, и две пары могут любить друг друга открыто. Начинается Праздник цветов (Дивертисмент). Сцена заполняется музыкантами, певцами и одалисками с цветами в волосах.
Акт IV. Дикари. Лес вблизи французских и испанских владений в Северной Америке.
На церемонию «Большой трубки мира» собираются воины индейского племени и победившие их французы и испанцы. Индейский вождь Адарио влюблён в Зиму, дочь другого вождя, но ревнует её к двум иностранным офицерам — французу Дамону и испанцу Альваро, которые также влюблены в молодую индианку. Зима флиртует с ним, но не спешит разрешить его сомнения. Появляются соперники, и гордый Адарио отступает в тень, не желая быть предметом насмешек. Два иностранца наперебой объясняются в любви к Зиме и критикуют друг друга. Испанец упрекает французов в том, что они непостоянство считают доблестью, а верности стыдятся. Француз видит в любовных увлечениях главную радость жизни и высмеивает неистовую ревность и жестокость испанцев. Выслушав их, Зима восхваляет свободную и естественную любовь и в конце концов отвергает обоих ухажеров: один любит слишком уж сильно, а второй — недостаточно. Появляется Адарио, и Зима представляет его как мужчину, которого предпочтёт любому европейцу. Дамон и Альваро посрамлены. Начинается Праздник Мира, в котором участвуют индейцы и французы (Дивертисмент). Завершает спектакль чакона, которую танцуют все народы Индий.

## Записи
Несмотря на то, что «Галантная Индия» — одна из самых популярных опер Рамо, её аутентичных записей мало (возможно, из-за исключительно большой продолжительности спектакля). Одной из лучших считается сделанная ещё в 1991 году запись под управлением У.Кристи с его барочным оркестром «Цветущие искусства» (harmonia mundi 901367; продолжительность 3 часа 13 минут). В 2003 году тот же Кристи с тем же ансамблем (но с другими певцами) записал «Галантную Индию» на 2 DVD-диска (BBC/Opus Arte 923). В 2014 году опера была поставлена (в спорной постмодернистской сценографии) в Большом театре Бордо («Les Talens lyriques» с К.Руссе); запись этого исполнения вышла на DVD.